# Changar
Il Changar (in russo  Хангар?) è uno stratovulcano situato nella parte centrale della Kamčatka, in Russia. È il vulcano più meridionale della Catena Centrale.

## Descrizione
Precedentemente considerato estinto, ora è considerato potenzialmente attivo e quindi potenzialmente pericoloso. La sua più grande eruzione avvenne intorno al 5700 a.C. e l'ultima eruzione risale a circa 400 anni fa. Il cratere-caldera del vulcano, che misura 2,1 km per 2,8 km, ospita un lago profondo 150 m con tre piccole isole. Il Changar ha un'altezza assoluta di 1967 m.